# The Wall Flower
The Wall Flower er en amerikansk stumfilm fra 1922 af Rupert Hughes.

## Medvirkende
- Colleen Moore som Idalene Nobbin
- Richard Dix som Walt Breen
- Gertrude Astor som Pamela Shiel
- Laura La Plante som Prue Nickerson
- Tom Gallery som Roy Duncan
- Rush Hughes som Phil Larrabee